# Merlin (musical)
Merlin és un musical basat en una idea del popular il·lusionista Doug Henning i Barbara De Angelis, escrit per Richard Levinson i William Link, amb música escrita per Elmer Bernstein i lletra de Don Black.

## Historia de la producció
Merlin va estrenar-se al Mark Hellinger Theatre de Broadway el 13 de febrer de 1983 i va tancar el 7 d'agost de 1983 després de 199 representacions i 69 prèvies. Va ser dirigida per Ivan Reitman i coreografiada per Christopher Chadman i Billy Wilson. El repartiment incloïa a Henning com Merlín, Chita Rivera com a bruixa malvada i, en papers de suport, el nouvingut Nathan Lane i un jove Christian Slater.
L'espectacle no va tenir un èxit crític ni financer, no aconseguint recuperar el seu pressupost estimat de producció de 4-6 milions de dòlars. Avui es recorda principalment a causa del nombre de funcions "prèvies" que va tenir: mentre que la majoria d'espectacles actuen durant un mes o menys abans d'invitar crítics i tenir una estrena oficial, Merlín en va fer 69, sense convidar mai els crítics i ajornar l'estrena tres vegades, malgrat cobrar els preus dels bitllets complets. Durant els problemes previs del musical, el director original (Frank Dunlop) va ser reemplaçat pel coproductor Reitman, mentre que el coreògraf Billy Wilson es va afegir al treball de Chadman. Almenys quatre cançons es van tallar durant les prèvies, inclosa "These Are Not the Merriest of Days" que es va substituir per "Put a Little Magic in Your Life".

## Sinopsi
La història se centra en el llegendari bruixot Merlí, no en un home gran com sol representar-se, sinó en un jove aprenent que encara aprèn les regles de la màgia. Merlí ha de vèncer la malvada reina i els seus intents d'instal·lar el seu fill Fergus com a rei d'Anglaterra sobre el futur dret legítim d'Artur.

### Trucs durant la funció
Durant el número "Put a Little Magic in Your Life", Henning muntava un cavall blanc i el conduïa a una caixa gegantina, que després es tancava i s'aixecava a l'aire per sobre de l'escenari. A la mitja part, la caixa s'obria de sobte i es descobria buida. Un moment després, Henning apareixia a l'extrem oposat de l'escenari, encara muntat sobre un cavall.

En una altra escena, Henning saltava i volava per sobre de l'escenari sense cap suport visible. Anticipant la sospita del públic que Henning penjava de cables invisibles, l'escenografia d'aquesta escena incloïa diversos grans pedres com les de Stonehenge: Henning levitava per sota de les llindes d'aquestes estructures, que haurien atrapat els cables d'on penjaria. 

En una seqüència de batalla, el personatge malvat interpretat per Rivera i els seus esbirros, a la vista del públic, muntaven diverses peces grans de cuirassa en un guerrer gegant, que immediatament començava a caminar i a fer servir una espasa tot i que l'armadura no tenia cap ocupant humà perceptible.

## Cançons
| Acte I - "It's About Magic" – Merlí ancià, Merlí jove, Merlin, Philomena i conjunt - "I Can Make It Happen" – La Reina - "Beyond My Wildest Dreams" – Ariadne - "Something More" – Merlin and Ariadne - "The Elements" – Merlin, Wizard i conjunt - "Fergus' Dilemma" – Prince Fergus and Ladies of the Court - "Nobody Will Remember him" – La Reina and Wizard | Acte II - "Put A Little Magic In Your Life" – Merlí ancià, Merlin, Philomena i conjunt - "He Who Knows The Way" – Wizard - "I Can Make It Happen" (Reprise) – La Reina - "He Who Knows The Way" (Reprise) – Wizard - "We Haven't Fought a Battle in Years" – Prince Fergus and Soldiers - "Satan Rules" – La Reina - "Nobody Will Remember Him" (Reprise) – La Reina - "He Who Knows the Way" (Reprise) – Merlin, Wizard and Arthur |

## Personatges i repartiment original
- Doug Henning com Merlí
- Chita Rivera com La Reina
- George Lee Andrews com Merlí ancià i vell soldat
- Nathan Lane com Prince Fergus
- Edmund Lyndeck com The Wizard
- Michelle Nicastro com Ariadne
- Christian Slater com Merlí jove i Artur
- Rebecca Wright com Philomena

## Recepció de la crítica
Frank Rich de The New York Times va escriure que el principal atractiu de Merlin era les il·lusions "espectaculars" de Henning. Rich també va trobar que els vestits de Theoni V. Aldredge eren "imaginatius", tot i que intentant massa temps per ser com els de Cats i Star Wars. Va interpretar altres aspectes del musical, especialment l'actuació, el cant i la dansa de Henning. En general, va considerar que Merlin hauria funcionat millor com a espectacle de màgia que com a musical.

## Premis i nominacions
| Any  | Premi            | Categoria                                | Nominat                                                                                  | Resultat |
| ---- | ---------------- | ---------------------------------------- | ---------------------------------------------------------------------------------------- | -------- |
| 1983 | Premi Tony       | Millor Musical                           | Millor Musical                                                                           | Nominat  |
| 1983 | Premi Tony       | Millor llibret de musical                | Richard Levinson i William Link                                                          | Nominat  |
| 1983 | Premi Tony       | Millor partitura original                | Elmer Bernstein i Don Black                                                              | Nominat  |
| 1983 | Premi Tony       | Millor actriu protagonista en un musical | Chita Rivera                                                                             | Nominat  |
| 1983 | Premi Tony       | Millor direcció de musical               | Ivan Reitman                                                                             | Nominat  |
| 1983 | Premi Drama Desk | Actriu més destacada en un musical       | Rebecca Wright                                                                           | Nominat  |
| 1983 | Premi Drama Desk | Efectes especials mé destacats           | Doug Henning, Charles Reynolds, Glen Priest, Jim Steinmeyer, John Gaughan & Robin Wagner | Nominat  |